# Cyphogastra lansbergei
Cyphogastra lansbergei es una especie de escarabajo del género Cyphogastra, familia Buprestidae. Fue descrita científicamente por Thomson en 1878.

## Distribución geográfica
Habita en la región indomalaya.